# Ovtchinnikovia caucasica
Ovtchinnikovia caucasica là một chi đơn loài nhện trong họ Amaurobiidae. Chúng được Yuri M. Marusik, M. M. Kovblyuk & A. V. Ponomarev mô tả năm 2010, và chỉ được tìm thấy ở Nga.